# Élections fédérales canadiennes de 2025 en Ontario
 (mai 2025).
Si vous disposez d'ouvrages ou d'articles de référence ou si vous connaissez des sites web de qualité traitant du thème abordé ici, merci de compléter l'article en donnant les références utiles à sa vérifiabilité et en les liant à la section « Notes et références ».
Les élections fédérales canadiennes de 2025 en Ontario ont lieu le 28 avril 2025, comme dans le reste du Canada. La province est représentée par 122 députés à la Chambre des communes, soit un siège de plus que lors des précédentes élections fédérales.

## Résultats par parti

### Résultats généraux
| Parti                    | Parti                                | Voix | %    | +/- | Sièges | +/-           |
| ------------------------ | ------------------------------------ | ---- | ---- | --- | ------ | ------------- |
|                          | Libéral (PLC)                        |      | 49,6 |     | 70     | 8             |
|                          | Conservateur (PCC)                   |      | 44,3 |     | 52     | 15            |
|                          | Nouveau Parti démocratique (NPD)     |      | 4,9  |     | 0      | 5             |
|                          | Parti vert (PVC)                     |      | 1,2  |     | 0      | 1             |
|                          | Parti populaire (PPC)                |      | 0,7  |     | 0      | en stagnation |
|                          | Parti de l'héritage chrétien (PHC)   |      | 0,1  |     | 0      | en stagnation |
|                          | Parti centriste                      |      | 0,0  |     | 0      | en stagnation |
|                          | Parti uni du Canada (PUC)            |      | 0,0  | Nv. | 0      | Nv.           |
|                          | Libertarien (PLC)                    |      | 0,0  |     | 0      | en stagnation |
|                          | Communiste (PCC)                     |      | 0,0  |     | 0      | en stagnation |
|                          | Parti marxiste-léniniste (PCC-ML)    |      | 0,0  |     | 0      | en stagnation |
|                          | Parti avenir Canada (PAC)            |      | 0,0  | Nv. | 0      | Nv.           |
|                          | Parti Rhinocéros                     |      | 0,0  |     | 0      | en stagnation |
|                          | Parti pour la protection des animaux |      | 0,0  |     | 0      | en stagnation |
|                          | Marijuana                            |      | 0,0  |     | 0      | en stagnation |
|                          | Indépendants                         |      | 0,1  |     | 0      | en stagnation |
|                          |                                      |      |      |     |        |               |
| Suffrages exprimés       |                                      |      |      |     |        |               |
| Votes blancs ou nuls     |                                      |      |      |     |        |               |
| Total                    | Total                                |      | 100  | -   | 122    | 1             |
| Abstention               |                                      |      |      |     |        |               |
| Inscrits / participation |                                      |      |      |     |        |               |

### Élus
| Circonscription                               | Député(e) sortant(e)    | Député(e) sortant(e)    | Député(e) sortant(e)    | Député(e) élu(e)     | Député(e) élu(e)        | Député(e) élu(e) |
| Circonscription                               | Nom                     | Nom                     | Parti                   | Nom                  | Nom                     | Parti            |
| --------------------------------------------- | ----------------------- | ----------------------- | ----------------------- | -------------------- | ----------------------- | ---------------- |
| Ajax                                          |                         | Mark Holland            | PLC                     |                      | Jennifer McKelvie       | PLC              |
| Algonquin—Renfrew—Pembroke                    |                         | Cheryl Gallant          | PCC                     |                      | Cheryl Gallant          | PCC              |
| Aurora—Oak Ridges—Richmond Hill               |                         | Leah Taylor Roy         | PLC                     | Costas Menegakis     | PCC                     |                  |
| Baie de Quinte                                |                         | Ryan Williams           | PCC                     |                      | Chris Malette           | PLC              |
| Barrie-Sud—Innisfil                           | John Brassard           | PCC                     |                         | John Brassard        | PCC                     |                  |
| Barrie—Springwater—Oro-Medonte                | Doug Shipley            | PCC                     | Doug Shipley            | PCC                  |                         |                  |
| Beaches—East York                             |                         | Nathaniel Erskine-Smith | PLC                     |                      | Nathaniel Erskine-Smith | PLC              |
| Bowmanville—Oshawa-Nord                       | Circonscription créée   | Circonscription créée   | Circonscription créée   |                      | Jamil Jivani            | PCC              |
| Brampton-Centre                               |                         | Shafqat Ali             | PLC                     |                      | Amandeep Sodhi          | PLC              |
| Brampton—Chinguacousy Park                    | Circonscription créée   | Circonscription créée   | Circonscription créée   | Shafqat Ali          | PLC                     |                  |
| Brampton-Est                                  |                         | Maninder Sidhu          | PLC                     | Maninder Sidhu       | PLC                     |                  |
| Brampton-Nord—Caledon                         | Circonscription créée   | Circonscription créée   | Circonscription créée   | Ruby Sahota          | PLC                     |                  |
| Brampton-Ouest                                |                         | Kamal Khera             | PLC                     |                      | Amarjeet Gill           | PCC              |
| Brampton-Sud                                  | Sonia Sidhu             | PLC                     |                         | Sonia Sidhu          | PLC                     |                  |
| Brantford—Brant-Sud—Six Nations               | Circonscription créée   | Circonscription créée   | Circonscription créée   |                      | Larry Brock             | PCC              |
| Bruce—Grey—Owen Sound                         |                         | Alex Ruff               | PCC                     | Alex Ruff            | PCC                     |                  |
| Burlington                                    |                         | Karina Gould            | PLC                     |                      | Karina Gould            | PLC              |
| Burlington-Nord—Milton-Ouest                  | Circonscription créée   | Circonscription créée   | Circonscription créée   | Adam van Koeverden   | PLC                     |                  |
| Cambridge                                     |                         | Bryan May               | PLC                     |                      | Connie Cody             | PCC              |
| Carleton                                      |                         | Pierre Poilievre        | PCC                     |                      | Bruce Fanjoy            | PLC              |
| Chatham-Kent—Leamington                       | Dave Epp                | PCC                     |                         | Dave Epp             | PCC                     |                  |
| Davenport                                     |                         | Julie Dzerowicz         | PLC                     |                      | Julie Dzerowicz         | PLC              |
| Don Valley-Nord                               | Han Dong                | PLC                     | Maggie Chi              | PLC                  |                         |                  |
| Don Valley-Ouest                              | Rob Oliphant            | PLC                     | Rob Oliphant            | PLC                  |                         |                  |
| Dufferin—Caledon                              |                         | Kyle Seeback            | PCC                     |                      | Kyle Seeback            | PCC              |
| Eglinton—Lawrence                             |                         | Marco Mendicino         | PLC                     |                      | Vince Gasparro          | PLC              |
| Elgin—St. Thomas—London-Sud                   | Circonscription créée   | Circonscription créée   | Circonscription créée   |                      | Andrew Lawton           | PCC              |
| Essex                                         |                         | Chris Lewis             | PCC                     | Chris Lewis          | PCC                     |                  |
| Etobicoke-Centre                              |                         | Yvan Baker              | PLC                     |                      | Yvan Baker              | PLC              |
| Etobicoke—Lakeshore                           | James Maloney           | PLC                     | James Maloney           | PLC                  |                         |                  |
| Etobicoke-Nord                                | Kirsty Duncan           | PLC                     | John Zerucelli          | PLC                  |                         |                  |
| Flamborough—Glanbrook—Brant-Nord              | Circonscription créée   | Circonscription créée   | Circonscription créée   |                      | Dan Muys                | PCC              |
| Guelph                                        |                         | Lloyd Longfield         | PLC                     |                      | Dominique O'Rourke      | PLC              |
| Haldimand—Norfolk                             |                         | Leslyn Lewis            | PCC                     |                      | Leslyn Lewis            | PCC              |
| Haliburton—Kawartha Lakes                     | Jamie Schmale           | PCC                     | Jamie Schmale           | PCC                  |                         |                  |
| Hamilton-Centre                               |                         | Matthew Green           | NPD                     |                      | Aslam Rana              | PLC              |
| Hamilton-Est—Stoney Creek                     |                         | Chad Collins            | PLC                     |                      | Ned Kuruc               | PCC              |
| Hamilton Mountain                             | Lisa Hepfner            | PLC                     |                         | Lisa Hepfner         | PLC                     |                  |
| Hamilton-Ouest—Ancaster—Dundas                | Filomena Tassi          | PLC                     | John-Paul Danko         | PLC                  |                         |                  |
| Hastings—Lennox and Addington—Tyendinaga      |                         | Shelby Kramp-Neuman     | PCC                     |                      | Shelby Kramp-Neuman     | PCC              |
| Humber River—Black Creek                      |                         | Judy Sgro               | PLC                     |                      | Judy Sgro               | PLC              |
| Huron—Bruce                                   |                         | Ben Lobb                | PCC                     |                      | Ben Lobb                | PCC              |
| Kanata                                        | Circonscription créée   | Circonscription créée   | Circonscription créée   |                      | Jenna Sudds             | PLC              |
| Kapuskasing—Timmins—Mushkegowuk               |                         | Charlie Angus           | NPD                     |                      | Gaétan Malette          | PCC              |
| Kenora—Kiiwetinoong                           |                         | Eric Melillo            | PCC                     | Eric Melillo         | PCC                     |                  |
| Kingston et les Îles                          |                         | Mark Gerretsen          | PLC                     |                      | Mark Gerretsen          | PLC              |
| King—Vaughan                                  |                         | Anna Roberts            | PCC                     |                      | Anna Roberts            | PCC              |
| Kitchener-Centre                              |                         | Mike Morrice            | Vert                    | Kelly DeRidder       | PCC                     |                  |
| Kitchener—Conestoga                           |                         | Tim Louis               | PLC                     |                      | Tim Louis               | PLC              |
| Kitchener-Sud—Hespeler                        | Valerie Bradford        | PLC                     |                         | Matt Strauss         | PCC                     |                  |
| Lanark—Frontenac                              |                         | Scott Jeffrey Reid      | PCC                     | Scott Jeffrey Reid   | PCC                     |                  |
| Leeds—Grenville—Thousand Islands—Rideau Lakes | Michael Barrett         | PCC                     | Michael Barrett         | PCC                  |                         |                  |
| London-Centre                                 |                         | Peter Fragiskatos       | PLC                     |                      | Peter Fragiskatos       | PLC              |
| London—Fanshawe                               |                         | Lindsay Mathyssen       | NPD                     |                      | Kurt Holman             | PCC              |
| London-Ouest                                  |                         | Arielle Kayabaga        | PLC                     |                      | Arielle Kayabaga        | PLC              |
| Markham—Stouffville                           | Helena Jaczek           | PLC                     | Helena Jaczek           | PLC                  |                         |                  |
| Markham—Thornhill                             | Mary Ng                 | PLC                     | Tim Hodgson             | PLC                  |                         |                  |
| Markham—Unionville                            | Paul Chiang             | PLC                     |                         | Michael Ma           | PCC                     |                  |
| Middlesex—London                              | Circonscriptions créées | Circonscriptions créées | Circonscriptions créées | Lianne Rood          | PCC                     |                  |
| Milton-Est—Halton Hills-Sud                   | Circonscriptions créées | Circonscriptions créées | Circonscriptions créées |                      | Kristina Tesser Derksen | PLC              |
| Mississauga-Centre                            |                         | Omar Alghabra           | PLC                     | Fares Al Soud        | PLC                     |                  |
| Mississauga—Erin Mills                        | Iqra Khalid             | PLC                     | Iqra Khalid             | PLC                  |                         |                  |
| Mississauga-Est—Cooksville                    | Peter Fonseca           | PLC                     | Peter Fonseca           | PLC                  |                         |                  |
| Mississauga—Lakeshore                         | Charles Sousa           | PLC                     | Charles Sousa           | PLC                  |                         |                  |
| Mississauga—Malton                            | Iqwinder Gaheer         | PLC                     | Iqwinder Gaheer         | PLC                  |                         |                  |
| Mississauga—Streetsville                      | Rechie Valdez           | PLC                     | Rechie Valdez           | PLC                  |                         |                  |
| Nepean                                        | Chandra Arya            | PLC                     | Mark Carney             | PLC                  |                         |                  |
| Newmarket—Aurora                              | Tony Van Bynen          | PLC                     |                         | Sandra Cobena        | PCC                     |                  |
| New Tecumseth—Gwillimbury                     | Circonscription créée   | Circonscription créée   | Circonscription créée   | Scot Davidson        | PCC                     |                  |
| Niagara Falls—Niagara-on-the-Lake             |                         | Tony Baldinelli         | PCC                     | Tony Baldinelli      | PCC                     |                  |
| Niagara-Ouest                                 | Dean Allison            | PCC                     | Dean Allison            | PCC                  |                         |                  |
| Niagara-Sud                                   |                         | Vance Badawey           | PLC                     | Fred Davies          | PCC                     |                  |
| Nipissing—Timiskaming                         | Anthony Rota            | PLC                     |                         | Pauline Rochefort    | PLC                     |                  |
| Northumberland—Clarke                         |                         | Philip Lawrence         | PCC                     |                      | Philip Lawrence         | PCC              |
| Oakville-Est                                  | Circonscriptions créées | Circonscriptions créées | Circonscriptions créées |                      | Anita Anand             | PLC              |
| Oakville-Ouest                                | Circonscriptions créées | Circonscriptions créées | Circonscriptions créées | Sima Acan            | PLC                     |                  |
| Orléans                                       |                         | Marie-France Lalonde    | PLC                     | Marie-France Lalonde | PLC                     |                  |
| Oshawa                                        |                         | Colin Carrie            | PCC                     |                      | Rhonda Kirkland         | PCC              |
| Ottawa-Centre                                 |                         | Yasir Naqvi             | PLC                     |                      | Yasir Naqvi             | PLC              |
| Ottawa-Ouest—Nepean                           | Anita Vandenbeld        | PLC                     | Anita Vandenbeld        | PLC                  |                         |                  |
| Ottawa-Sud                                    | David McGuinty          | PLC                     | David McGuinty          | PLC                  |                         |                  |
| Ottawa—Vanier—Gloucester                      | Mona Fortier            | PLC                     | Mona Fortier            | PLC                  |                         |                  |
| Oxford                                        |                         | Arpan Khanna            | PCC                     |                      | Arpan Khanna            | PCC              |
| Parry Sound—Muskoka                           | Scott Aitchison         | PCC                     | Scott Aitchison         | PCC                  |                         |                  |
| Perth—Wellington                              | John Nater              | PCC                     | John Nater              | PCC                  |                         |                  |
| Peterborough                                  | Michelle Ferreri        | PCC                     |                         | Emma Harrison        | PLC                     |                  |
| Pickering—Brooklin                            |                         | Jennifer O'Connell      | PLC                     | Juanita Nathan       | PLC                     |                  |
| Prescott—Russell—Cumberland                   | Francis Drouin          | PLC                     | Giovanna Mingarelli     | PLC                  |                         |                  |
| Richmond Hill-Sud                             | Majid Jowhari           | PLC                     |                         | Vincent Ho           | PCC                     |                  |
| Sarnia—Lambton—Bkejwanong                     |                         | Marilyn Gladu           | PCC                     | Marilyn Gladu        | PCC                     |                  |
| Sault Ste. Marie—Algoma                       |                         | Terry Sheehan           | PLC                     |                      | Terry Sheehan           | PLC              |
| Scarborough—Agincourt                         | Jean Yip                | PLC                     | Jean Yip                | PLC                  |                         |                  |
| Scarborough-Centre—Don Valley-Est             | Circonscriptions créées | Circonscriptions créées | Circonscriptions créées | Salma Zahid          | PLC                     |                  |
| Scarborough—Guildwood—Rouge Park              | Circonscriptions créées | Circonscriptions créées | Circonscriptions créées | Gary Anandasangaree  | PLC                     |                  |
| Scarborough-Nord                              |                         | Shaun Chen              | PLC                     | Shaun Chen           | PLC                     |                  |
| Scarborough-Sud-Ouest                         | Bill Blair              | PLC                     | Bill Blair              | PLC                  |                         |                  |
| Scarborough—Woburn                            | Circonscription créée   | Circonscription créée   | Circonscription créée   | Michael Coteau       | PLC                     |                  |
| Simcoe—Grey                                   |                         | Terry Dowdall           | PCC                     |                      | Terry Dowdall           | PCC              |
| Simcoe-Nord                                   | Adam Chambers           | PCC                     | Adam Chambers           | PCC                  |                         |                  |
| Spadina—Harbourfront                          |                         | Kevin Vuong             | IND                     |                      | Chi Nguyen              | PLC              |
| St. Catharines                                |                         | Chris Bittle            | PLC                     | Chris Bittle         | PLC                     |                  |
| Stormont—Dundas—Glengarry                     |                         | Eric Duncan             | PCC                     |                      | Eric Duncan             | PCC              |
| Sudbury                                       |                         | Viviane Lapointe        | PLC                     |                      | Viviane Lapointe        | PLC              |
| Sudbury-Est—Manitoulin—Nickel Belt            | Circonscription créée   | Circonscription créée   | Circonscription créée   |                      | Jim Belanger            | PCC              |
| Taiaiako'n—Parkdale—High Park                 |                         | Arif Virani             | PLC                     |                      | Karim Bardeesy          | PLC              |
| Thornhill                                     |                         | Melissa Lantsman        | PCC                     |                      | Melissa Lantsman        | PCC              |
| Thunder Bay—Rainy River                       |                         | Marcus Powlowski        | PLC                     |                      | Marcus Powlowski        | PLC              |
| Thunder Bay—Supérieur-Nord                    | Patricia Hajdu          | PLC                     | Patricia Hajdu          | PLC                  |                         |                  |
| Toronto-Centre                                | Marci Ien               | PLC                     | Evan Solomon            | PLC                  |                         |                  |
| Toronto—Danforth                              | Julie Dabrusin          | PLC                     | Julie Dabrusin          | PLC                  |                         |                  |
| Toronto—St. Paul's                            |                         | Don Stewart             | PCC                     | Leslie Church        | PLC                     |                  |
| University—Rosedale                           |                         | Chrystia Freeland       | PLC                     | Chrystia Freeland    | PLC                     |                  |
| Vaughan—Woodbridge                            | Francesco Sorbara       | PLC                     |                         | Michael Guglielmin   | PCC                     |                  |
| Waterloo                                      | Bardish Chagger         | PLC                     |                         | Bardish Chagger      | PLC                     |                  |
| Wellington—Halton Hills-Nord                  |                         | Michael Chong           | PCC                     |                      | Michael Chong           | PCC              |
| Whitby                                        |                         | Ryan Turnbull           | PLC                     |                      | Ryan Turnbull           | PLC              |
| Willowdale                                    | Ali Ehsassi             | PLC                     | Ali Ehsassi             | PLC                  |                         |                  |
| Windsor-Ouest                                 |                         | Brian Masse             | NPD                     |                      | Harb Gill               | PCC              |
| Windsor—Tecumseh—Lakeshore                    |                         | Irek Kusmierczyk        | PLC                     | Kathy Borrelli       | PCC                     |                  |
| York-Centre                                   | Ya'ara Saks             | PLC                     | Roman Baber             | PCC                  |                         |                  |
| York—Durham                                   | Circonscription créée   | Circonscription créée   | Circonscription créée   | Jacob Mantle         | PCC                     |                  |
| York-Sud—Weston—Etobicoke                     |                         | Ahmed Hussen            | PLC                     |                      | Ahmed Hussen            | PLC              |